# Moumour
Moumour – miejscowość i gmina we Francji, w regionie Nowa Akwitania, w departamencie Pireneje Atlantyckie.
Według danych na rok 1990 gminę zamieszkiwało 698 osób, a gęstość zaludnienia wynosiła 87 osób/km² (wśród 2290 gmin Akwitanii Moumour plasuje się na 579. miejscu pod względem liczby ludności, natomiast pod względem powierzchni na miejscu 1202.).